# Centrodeuterammina
Centrodeuterammina es un género de foraminífero bentónico normalmente considerado un subgénero de Deuterammina, es decir, Deuterammina (Centrodeuterammina) de la subfamilia Polystomammininae, de la familia Trochamminidae, de la superfamilia Trochamminoidea, del suborden Trochamminina, y del orden Trochamminida. Su especie tipo es Deuterammina (Centrodeuterammina) dublinensis. Su rango cronoestratigráfico abarca el Holoceno.

## Discusión
Clasificaciones previas incluían Centrodeuterammina en el suborden Textulariina del orden Textulariida. Otras clasificaciones lo han incluido en el orden Lituolida.

## Clasificación
Centrodeuterammina incluye a las siguientes especies:
- Centrodeuterammina dublinensis †, también considerado como Deuterammina (Centrodeuterammina) dublinensis †